# Corythornis madagascariensis
Guarda-rios-pigmeu-malgaxe ou martim-de-madagáscar (Corythornis madagascariensis) é uma espécie de ave da família Alcedinidae.
É endémica de Madagáscar.